# Liste der Nummer-eins-Hits in Schweden (2016)
Dies ist eine Liste der Nummer-eins-Hits in Schweden im Jahr 2016. Sie basiert auf den offiziellen Single Top 100 und Album Top 60, die im Auftrag der Grammofon Leverantörernas Förening (GLF), einem schwedischen Vertreter der IFPI, erstellt werden.

## Singles
| ← 2015 ← | Liste der Nummer-eins-Hits in Schweden | Liste der Nummer-eins-Hits in Schweden    | Liste der Nummer-eins-Hits in Schweden                                                                                             | 2017 → |
| \| Zeitraum \| Wo. ges. \| Interpret \| Titel Autor(en) \| Zusätzliche Informationen \| \| (Zeitraum, Wochen auf Platz eins, Interpret, Titel, Autor[en], zusätzliche Informationen) \| \| \| \| \| \| ----------------------------------------------------------------------------------------- \| -------- \| ----------------------------------------- \| ---------------------------------------------------------------------------------------------------------------------------------- \| ------------------------------------------------------------------------------------------------------------ \| \| 25. Dezember 2015 – 11. Februar 2016 7 Wochen (insgesamt 8) \| 8 \| Alan Walker \| Faded Anders Froen, Gunnar Greve Pettersen, Alan Walker, Jesper Borgen \| – \| \| 12. Februar 2016 – 18. Februar 2016 1 Woche \| 1 \| Zayn \| Pillowtalk Zayn Malik, Anthony Hannides, Michael Hannides \| – \| \| 19. Februar 2016 – 25. Februar 2016 1 Woche \| 1 \| Samir & Viktor \| Bada nakna Fredrik Kempe, David Kreuger, Anderz Wrethov \| Teilnehmer am ersten Halbfinale des Melodifestivalen 2016, qualifizierten sich für das Finale. \| \| 26. Februar 2016 – 4. März 2016 1 Woche (insgesamt 8) \| 8 \| Alan Walker \| Faded Anders Froen, Gunnar Greve Pettersen, Alan Walker, Jesper Borgen \| – \| \| 4. März 2016 – 7. April 2016 5 Wochen \| 5 \| Frans \| If I Were Sorry Oscar Fogelström, Michael Saxell, Fredrik Andersson, Frans Jeppsson Wall \| Mit diesem Lied vertrat er im Mai Schweden beim Eurovision Song Contest 2016 in Stockholm und wurde Fünfter. \| \| 8. April 2016 – 28. April 2016 3 Wochen \| 3 \| Sia feat. Sean Paul \| Cheap Thrills Greg Kurstin, Sia Furler \| – \| \| 29. April 2016 – 19. Mai 2016 3 Wochen \| 3 \| Drake feat. WizKid & Kyla \| One Dance Aubrey Graham, Paul Jefferies, Noah Shebib, Ayodeji Balogun, Errol Reid, Kyla Reid \| – \| \| 20. Mai 2016 – 16. Juni 2016 4 Wochen \| 4 \| Justin Timberlake \| Can’t Stop the Feeling! Max Martin, Karl Johan Schuster, Justin Timberlake \| – \| \| 17. Juni 2016 – 28. Juli 2016 6 Wochen \| 6 \| Mike Perry feat. Shy Martin \| The Ocean Mikael Persson, Sara Hjellström, Nirob Islam \| – \| \| 29. Juli 2016 – 8. September 2016 6 Wochen \| 6 \| Major Lazer feat. Justin Bieber and Mø \| Cold Water Ed Sheeran, Benjamin Levin, Karen Marie Ørsted, Thomas Pentz, Justin Bieber, Jamie Scott, Philip Meckseper, Henry Allen \| – \| \| 9. September 2016 – 15. September 2016 1 Woche \| 1 \| Zara Larsson \| Ain’t My Fault Uzoechi Emenike, Zara Larsson, Markus Sepehrmanesh \| – \| \| 16. September 2016 – 6. Oktober 2016 3 Wochen \| 3 \| The Chainsmokers feat. Halsey \| Closer Andrew Taggart, Shaun Frank, Frederic Kennett, Ashley Frangipane, Alex Pall \| – \| \| 7. Oktober 2016 – 27. Oktober 2016 3 Wochen \| 3 \| The Weeknd feat. Daft Punk \| Starboy Abel Tesfaye, Guy-Manuel de Homem-Christo, Thomas Bangalter, Martin McKinney, Henry Walter \| – \| \| 28. Oktober 2016 – 24. November 2016 4 Wochen \| 4 \| James Arthur \| Say You Won’t Let Go James Arthur, Steven Solomon, Neil Ormandy \| – \| \| 25. November 2016 – 23. Dezember 2016 4 Wochen \| 4 \| Starley \| Call on Me (Ryan Riback Remix) Peter Wadams, Starley Hope \| – \| \| 24. Dezember 2016 – 29. Dezember 2016 1 Woche (insgesamt 2) \| 2 \| Clean Bandit feat. Sean Paul & Anne-Marie \| Rockabye Jack Patterson, Steve Mac, Ammar Malik, Ina Wroldsen, Sean Paul Henriques \| – \| \| 30. Dezember 2016 – 5. Januar 2017 1 Woche \| 1 \| Zayn & Taylor Swift \| I Don’t Wanna Live Forever Taylor Swift, Sam Dew, Jack Antonoff \| – \| |                                        |                                           | | |
| ← 2015 |                                        |                                           | | → 2017 → |
| Zeitraum | Wo. ges.                               | Interpret                                 | Titel Autor(en) | Zusätzliche Informationen                                                                                    |
| (Zeitraum, Wochen auf Platz eins, Interpret, Titel, Autor[en], zusätzliche Informationen) |                                        |                                           | | |
| 25. Dezember 2015 – 11. Februar 2016 7 Wochen (insgesamt 8) | 8                                      | Alan Walker                               | Faded Anders Froen, Gunnar Greve Pettersen, Alan Walker, Jesper Borgen                                                             | – |
| 12. Februar 2016 – 18. Februar 2016 1 Woche | 1                                      | Zayn                                      | Pillowtalk Zayn Malik, Anthony Hannides, Michael Hannides                                                                          | – |
| 19. Februar 2016 – 25. Februar 2016 1 Woche | 1                                      | Samir & Viktor                            | Bada nakna Fredrik Kempe, David Kreuger, Anderz Wrethov                                                                            | Teilnehmer am ersten Halbfinale des Melodifestivalen 2016, qualifizierten sich für das Finale.               |
| 26. Februar 2016 – 4. März 2016 1 Woche (insgesamt 8) | 8                                      | Alan Walker                               | Faded Anders Froen, Gunnar Greve Pettersen, Alan Walker, Jesper Borgen                                                             | – |
| 4. März 2016 – 7. April 2016 5 Wochen | 5                                      | Frans                                     | If I Were Sorry Oscar Fogelström, Michael Saxell, Fredrik Andersson, Frans Jeppsson Wall                                           | Mit diesem Lied vertrat er im Mai Schweden beim Eurovision Song Contest 2016 in Stockholm und wurde Fünfter. |
| 8. April 2016 – 28. April 2016 3 Wochen | 3                                      | Sia feat. Sean Paul                       | Cheap Thrills Greg Kurstin, Sia Furler                                                                                             | – |
| 29. April 2016 – 19. Mai 2016 3 Wochen | 3                                      | Drake feat. WizKid & Kyla                 | One Dance Aubrey Graham, Paul Jefferies, Noah Shebib, Ayodeji Balogun, Errol Reid, Kyla Reid                                       | – |
| 20. Mai 2016 – 16. Juni 2016 4 Wochen | 4                                      | Justin Timberlake                         | Can’t Stop the Feeling! Max Martin, Karl Johan Schuster, Justin Timberlake                                                         | – |
| 17. Juni 2016 – 28. Juli 2016 6 Wochen | 6                                      | Mike Perry feat. Shy Martin               | The Ocean Mikael Persson, Sara Hjellström, Nirob Islam                                                                             | – |
| 29. Juli 2016 – 8. September 2016 6 Wochen | 6                                      | Major Lazer feat. Justin Bieber and Mø    | Cold Water Ed Sheeran, Benjamin Levin, Karen Marie Ørsted, Thomas Pentz, Justin Bieber, Jamie Scott, Philip Meckseper, Henry Allen | – |
| 9. September 2016 – 15. September 2016 1 Woche | 1                                      | Zara Larsson                              | Ain’t My Fault Uzoechi Emenike, Zara Larsson, Markus Sepehrmanesh                                                                  | – |
| 16. September 2016 – 6. Oktober 2016 3 Wochen | 3                                      | The Chainsmokers feat. Halsey             | Closer Andrew Taggart, Shaun Frank, Frederic Kennett, Ashley Frangipane, Alex Pall                                                 | – |
| 7. Oktober 2016 – 27. Oktober 2016 3 Wochen | 3                                      | The Weeknd feat. Daft Punk                | Starboy Abel Tesfaye, Guy-Manuel de Homem-Christo, Thomas Bangalter, Martin McKinney, Henry Walter                                 | – |
| 28. Oktober 2016 – 24. November 2016 4 Wochen | 4                                      | James Arthur                              | Say You Won’t Let Go James Arthur, Steven Solomon, Neil Ormandy                                                                    | – |
| 25. November 2016 – 23. Dezember 2016 4 Wochen | 4                                      | Starley                                   | Call on Me (Ryan Riback Remix) Peter Wadams, Starley Hope                                                                          | – |
| 24. Dezember 2016 – 29. Dezember 2016 1 Woche (insgesamt 2) | 2                                      | Clean Bandit feat. Sean Paul & Anne-Marie | Rockabye Jack Patterson, Steve Mac, Ammar Malik, Ina Wroldsen, Sean Paul Henriques                                                 | – |
| 30. Dezember 2016 – 5. Januar 2017 1 Woche | 1                                      | Zayn & Taylor Swift                       | I Don’t Wanna Live Forever Taylor Swift, Sam Dew, Jack Antonoff                                                                    | – |

## Alben
| ← 2015 ← | Liste der Nummer-eins-Hits in Schweden | Liste der Nummer-eins-Hits in Schweden | Liste der Nummer-eins-Hits in Schweden | 2017 → |
| \| Zeitraum \| Wo. ges. \| Interpret \| Titel \| Zusätzliche Informationen \| \| (Zeitraum, Wochen auf Platz eins, Interpret, Titel, zusätzliche Informationen) \| \| \| \| \| \| ------------------------------------------------------------------------------ \| -------- \| ------------------ \| ---------------------------- \| -------------------------------------------------------------------------------------------------------------------------------- \| \| 1. Januar 2016 – 14. Januar 2016 2 Wochen (insgesamt 14) \| 14 \| Justin Bieber \| Purpose \| – \| \| 15. Januar 2016 – 21. Januar 2016 1 Woche (insgesamt 2) \| 2 \| David Bowie \| Blackstar \| – \| \| 22. Januar 2016 – 28. Januar 2016 1 Woche (insgesamt 14) \| 14 \| Justin Bieber \| Purpose \| – \| \| 29. Januar 2016 – 4. Februar 2016 1 Woche (insgesamt 2) \| 2 \| David Bowie \| Blackstar \| – \| \| 5. Februar 2016 – 17. März 2016 6 Wochen (insgesamt 14) \| 14 \| Justin Bieber \| Purpose \| – \| \| 18. März 2016 – 24. März 2016 1 Woche \| 1 \| Weeping Willows \| Tomorrow Became Today \| – \| \| 25. März 2016 – 31. März 2016 1 Woche (insgesamt 14) \| 14 \| Justin Bieber \| Purpose \| – \| \| 1. April 2016 – 7. April 2016 1 Woche \| 1 \| Zayn \| Mind of Mine \| – \| \| 8. April 2016 – 28. April 2016 3 Wochen (insgesamt 14) \| 14 \| Justin Bieber \| Purpose \| – \| \| 29. April 2016 – 5. Mai 2016 1 Woche \| 1 \| Takida \| A Perfect World \| – \| \| 6. Mai 2016 – 12. Mai 2016 1 Woche \| 1 \| Beyoncé \| Lemonade \| – \| \| 13. Mai 2016 – 26. Mai 2016 2 Wochen \| 2 \| Veronica Maggio \| Den första är alltid gratis \| – \| \| 27. Mai 2016 – 9. Juni 2016 2 Wochen (insgesamt 3) \| 3 \| Kent \| Då som nu för alltid \| – \| \| 10. Juni 2016 – 16. Juni 2016 1 Woche \| 1 \| Volbeat \| Seal the Deal & Let’s Boogie \| Die dänische Metalband erreicht zum zweiten Mal die Spitze der schwedischen Albumcharts. \| \| 17. Juni 2016 – 23. Juni 2016 1 Woche (insgesamt 3) \| 3 \| Kent \| Då som nu för alltid \| – \| \| 24. Juni 2016 – 30. Juni 2016 1 Woche \| 1 \| Lars Winnerbäck \| Granit och morän \| – \| \| 1. Juli 2016 – 25. August 2016 8 Wochen \| 8 \| Lasse Stefanz \| Road Trip \| – \| \| 26. August 2016 – 1. September 2016 1 Woche \| 1 \| Sabaton \| The Last Stand \| – \| \| 2. September 2016 – 22. September 2016 3 Wochen \| 3 \| Håkan Hellström \| Du gamla du fria \| – \| \| 23. September 2016 – 29. September 2016 1 Woche \| 1 \| Kent \| Best Of \| – \| \| 30. September 2016 – 6. Oktober 2016 1 Woche (insgesamt 3) \| 3 \| Shawn Mendes \| Illuminate \| – \| \| 7. Oktober 2016 – 13. Oktober 2016 1 Woche \| 1 \| Larz-Kristerz \| Rätt å slätt \| – \| \| 14. Oktober 2016 – 27. Oktober 2016 2 Wochen (insgesamt 3) \| 3 \| Shawn Mendes \| Illuminate \| – \| \| 28. Oktober 2016 – 3. November 2016 1 Woche (insgesamt 2) \| 2 \| Leonard Cohen \| You Want It Darker \| – \| \| 4. November 2016 – 10. November 2016 1 Woche \| 1 \| Tove Lo \| Lady Wood \| Das zweite Album der schwedischen Sängerin schaffte es auf Platz 1, nachdem sich ihr Debütalbum bereits auf 6 platzieren konnte. \| \| 11. November 2016 – 17. November 2016 1 Woche \| 1 \| Marcus & Martinus \| Together \| – \| \| 18. November 2016 – 24. November 2016 1 Woche (insgesamt 2) \| 2 \| Leonard Cohen \| You Want It Darker \| – \| \| 25. November 2016 – 2. Dezember 2016 1 Woche \| 1 \| Metallica \| Hardwired…to Self-Destruct \| – \| \| 3. Dezember 2016 – 9. Dezember 2016 1 Woche (insgesamt 2) \| 2 \| The Weeknd \| Starboy \| – \| \| 10. Dezember 2016 – 16. Dezember 2016 1 Woche (insgesamt 3) \| 3 \| The Rolling Stones \| Blue & Lonesome \| – \| \| 17. Dezember 2016 – 23. Dezember 2016 1 Woche (insgesamt 2) \| 2 \| The Weeknd \| Starboy \| – \| \| 24. Dezember 2016 – 5. Januar 2017 2 Wochen (insgesamt 3) \| 3 \| The Rolling Stones \| Blue & Lonesome \| – \| |                                        |                                        |                                        | |
| ← 2015 |                                        |                                        |                                        | → 2017 → |
| Zeitraum | Wo. ges.                               | Interpret                              | Titel                                  | Zusätzliche Informationen |
| (Zeitraum, Wochen auf Platz eins, Interpret, Titel, zusätzliche Informationen) |                                        |                                        |                                        | |
| 1. Januar 2016 – 14. Januar 2016 2 Wochen (insgesamt 14) | 14                                     | Justin Bieber                          | Purpose                                | – |
| 15. Januar 2016 – 21. Januar 2016 1 Woche (insgesamt 2) | 2                                      | David Bowie                            | Blackstar                              | – |
| 22. Januar 2016 – 28. Januar 2016 1 Woche (insgesamt 14) | 14                                     | Justin Bieber                          | Purpose                                | – |
| 29. Januar 2016 – 4. Februar 2016 1 Woche (insgesamt 2) | 2                                      | David Bowie                            | Blackstar                              | – |
| 5. Februar 2016 – 17. März 2016 6 Wochen (insgesamt 14) | 14                                     | Justin Bieber                          | Purpose                                | – |
| 18. März 2016 – 24. März 2016 1 Woche | 1                                      | Weeping Willows                        | Tomorrow Became Today                  | – |
| 25. März 2016 – 31. März 2016 1 Woche (insgesamt 14) | 14                                     | Justin Bieber                          | Purpose                                | – |
| 1. April 2016 – 7. April 2016 1 Woche | 1                                      | Zayn                                   | Mind of Mine                           | – |
| 8. April 2016 – 28. April 2016 3 Wochen (insgesamt 14) | 14                                     | Justin Bieber                          | Purpose                                | – |
| 29. April 2016 – 5. Mai 2016 1 Woche | 1                                      | Takida                                 | A Perfect World                        | – |
| 6. Mai 2016 – 12. Mai 2016 1 Woche | 1                                      | Beyoncé                                | Lemonade                               | – |
| 13. Mai 2016 – 26. Mai 2016 2 Wochen | 2                                      | Veronica Maggio                        | Den första är alltid gratis            | – |
| 27. Mai 2016 – 9. Juni 2016 2 Wochen (insgesamt 3) | 3                                      | Kent                                   | Då som nu för alltid                   | – |
| 10. Juni 2016 – 16. Juni 2016 1 Woche | 1                                      | Volbeat                                | Seal the Deal & Let’s Boogie           | Die dänische Metalband erreicht zum zweiten Mal die Spitze der schwedischen Albumcharts.                                         |
| 17. Juni 2016 – 23. Juni 2016 1 Woche (insgesamt 3) | 3                                      | Kent                                   | Då som nu för alltid                   | – |
| 24. Juni 2016 – 30. Juni 2016 1 Woche | 1                                      | Lars Winnerbäck                        | Granit och morän                       | – |
| 1. Juli 2016 – 25. August 2016 8 Wochen | 8                                      | Lasse Stefanz                          | Road Trip                              | – |
| 26. August 2016 – 1. September 2016 1 Woche | 1                                      | Sabaton                                | The Last Stand                         | – |
| 2. September 2016 – 22. September 2016 3 Wochen | 3                                      | Håkan Hellström                        | Du gamla du fria                       | – |
| 23. September 2016 – 29. September 2016 1 Woche | 1                                      | Kent                                   | Best Of                                | – |
| 30. September 2016 – 6. Oktober 2016 1 Woche (insgesamt 3) | 3                                      | Shawn Mendes                           | Illuminate                             | – |
| 7. Oktober 2016 – 13. Oktober 2016 1 Woche | 1                                      | Larz-Kristerz                          | Rätt å slätt                           | – |
| 14. Oktober 2016 – 27. Oktober 2016 2 Wochen (insgesamt 3) | 3                                      | Shawn Mendes                           | Illuminate                             | – |
| 28. Oktober 2016 – 3. November 2016 1 Woche (insgesamt 2) | 2                                      | Leonard Cohen                          | You Want It Darker                     | – |
| 4. November 2016 – 10. November 2016 1 Woche | 1                                      | Tove Lo                                | Lady Wood                              | Das zweite Album der schwedischen Sängerin schaffte es auf Platz 1, nachdem sich ihr Debütalbum bereits auf 6 platzieren konnte. |
| 11. November 2016 – 17. November 2016 1 Woche | 1                                      | Marcus & Martinus                      | Together                               | – |
| 18. November 2016 – 24. November 2016 1 Woche (insgesamt 2) | 2                                      | Leonard Cohen                          | You Want It Darker                     | – |
| 25. November 2016 – 2. Dezember 2016 1 Woche | 1                                      | Metallica                              | Hardwired…to Self-Destruct             | – |
| 3. Dezember 2016 – 9. Dezember 2016 1 Woche (insgesamt 2) | 2                                      | The Weeknd                             | Starboy                                | – |
| 10. Dezember 2016 – 16. Dezember 2016 1 Woche (insgesamt 3) | 3                                      | The Rolling Stones                     | Blue & Lonesome                        | – |
| 17. Dezember 2016 – 23. Dezember 2016 1 Woche (insgesamt 2) | 2                                      | The Weeknd                             | Starboy                                | – |
| 24. Dezember 2016 – 5. Januar 2017 2 Wochen (insgesamt 3) | 3                                      | The Rolling Stones                     | Blue & Lonesome                        | – |